# Maggie Rizer
Maggie Rizer (ur. 9 stycznia 1978) – amerykańska modelka.

## Kariera
Maggie zadebiutowała jako modelka w 1997 roku w Nowym Jorku, gdzie podpisała kontrakt z agencją Ford. Przez pierwszych kilka miesięcy pracy brała udział w nowojorskich pokazach mody, dopóki nie podpisała międzynarodowych kontraktów z agencjami w: Paryżu, Mediolanie, Londynie i Monachium. Z początkiem 1998 roku zaczęła uczestniczyć w pokazach mody najwybitniejszych projektantów. Wielokrotnie brała udział w pokazach: Chanel, Jeana Paula Gaultiera, Calvina Kleina, Donny Karan, Prady, Dolce & Gabbany, Marca Jacobsa, Valentina, Versace, Yohjia Yamamoto, Alexandra McQueena, Anny Sui, Miu Miu, Ralpha Laurena, Viktora & Rolfa. Pojawiała się na okładkach aż sześciu międzynarodowych edycji magazynu Vogue: australijskiej, włoskiej, niemieckiej, japońskiej, amerykańskiej, francuskiej. Ponadto wzięła udział w licznych kampaniach reklamowych, m.in.: Akris, Ann Taylor, Balenciaga, Calvin Klein, Dana Buchman, Dennis Basso, Fendi, MaxMara, Prada, oraz Valentino.